# Carcelia iliaca
Carcelia iliaca är en tvåvingeart som först beskrevs av Julius Theodor Christian Ratzeburg 1840.  Carcelia iliaca ingår i släktet Carcelia och familjen parasitflugor. Inga underarter finns listade i Catalogue of Life.